# Rally Acrópolis de 2014
El Rally Acrópolis de 2014 fue la 60.ª edición y la tercera ronda de la temporada 2014 del Campeonato de Europa de Rally. Se celebró del 28 al 30 de mayo y contó con un itinerario de trece tramos sobre asfalto y tierra que sumaban un total de 238,84 km cronometrados. La lista de inscritos estaba formada por veintinueve pilotos entre los que se encontraban: Craig Breen y Kevin Abbring con sendos Peugeot 208 T16, automóvil que debutaba en el certamen europeo, Bryan Bouffier (Citroën DS3 RRC), Esapekka Lappi (Škoda Fabia S2000), Kajetan Kajetanowicz (Ford Fiesta R5), Bruno Magalhães (Peugeot 207 S2000), entre otros.
El neerlandés Kevin Abbring lideró la prueba en los primeros tramos, pero posteriormente abandonó por un problema de refrigeración en su coche por lo que su compañero de equipo Craig Breen heredó el liderato que no abandonó hasta el final de la prueba. En la segunda jornada de la prueba, donde se realizó el cambio de superficie de asfalto a tierra, Breen, Kajetan Kajetanowicz y Bryan Bouffier se encontraban separados por solo quince segundos. El irlandés marcó el mejor tiempo en dos tramos y terminó ganando la prueba con tan solo ocho segundos de ventaja respecto al segundo clasificado, Bouffier, que luego de una dura lucha con Kajetanowicz, logró hacerse con la segunda plaza del podio. En la cuarta posición terminó el finés Esapekka Lappi con el Škoda Fabia S2000 que perdía el liderato del Campeonato de Europa en favor de Craig Breen por solo cuatro puntos.

## Itinerario
| Día   | Tramo | Nombre                  | Distancia | Hora  | Ganador              | Tiempo  | Veloc. media | Líder rally    |
| ----- | ----- | ----------------------- | --------- | ----- | -------------------- | ------- | ------------ | -------------- |
| Día 1 | SS1   | Aghios Ioannis 1        | 21,08 km  | 09:31 | Bryan Bouffier       | 10:25.5 | 121,3 km/h   | Bryan Bouffier |
| Día 1 | SS2   | Aghionori 1             | 23,63 km  | 10:04 | Kevin Abbring        | 11:26.4 | 123,9 km/h   | Kevin Abbring  |
| Día 1 | SS3   | Psari 1                 | 17,60 km  | 11:29 | Craig Breen          | 10:05.9 | 104,6 km/h   | Kevin Abbring  |
| Día 1 | SS4   | Aghios Ioannis 2        | 21,08 km  | 14:15 | Kevin Abbring        | 10:36.5 | 119,2 km/h   | Kevin Abbring  |
| Día 1 | SS5   | Aghionori 2             | 23,63 km  | 14:48 | Bryan Bouffier       | 11:20.8 | 125,8 km/h   | Craig Breen    |
| Día 1 | SS6   | Psari 2                 | 17,60 km  | 16:13 | Craig Breen          | 10:00.7 | 105,5 km/h   | Craig Breen    |
| Día 2 | SS7   | Klenia 1                | 18,19 km  | 09:08 | Craig Breen          | 11:58.7 | 91,1 km/h    | Craig Breen    |
| Día 2 | SS8   | Nea Kineta 1            | 22,20 km  | 10:49 | Bryan Bouffier       | 14:05.6 | 94,5 km/h    | Craig Breen    |
| Día 2 | SS9   | Loutraki 1              | 16,13 km  | 11:22 | Kajetan Kajetanowicz | 12:10.2 | 79,5 km/h    | Craig Breen    |
| Día 2 | SS10  | Super Special Korinthos | 1,18 km   | 13:06 | Jaromir Tarabus      | 1:15.6  | 56,2 km/h    | Craig Breen    |
| Día 2 | SS11  | Klenia 2                | 18,19 km  | 14:04 | Craig Breen          | 11:32.7 | 94,5 km/h    | Craig Breen    |
| Día 2 | SS12  | Nea Kineta 2            | 22,20 km  | 15:45 | Bryan Bouffier       | 13:47.2 | 96,6 km/h    | Craig Breen    |
| Día 2 | SS13  | Loutraki 2              | 16,13 km  | 16:18 | Bryan Bouffier       | 11:56.1 | 81,1 km/h    | Craig Breen    |

## Clasificación final
| 1.  | Craig Breen          | Scott Martin     | Peugeot 208 T16   | 2:21:20.2 | 0.0     | 25+13 |
| 2.  | Bryan Bouffier       | Xavier Panseri   | Citroën DS3 RRC   | 2:21:28.3 | +8,1    | 18+13 |
| 3.  | Kajetan Kajetanowicz | Jaroslaw Baran   | Ford Fiesta R5    | 2:22:02.3 | +42,1   | 15+10 |
| 4.  | Esapekka Lappi       | Janne Ferm       | Škoda Fabia S2000 | 2:22:53.2 | +1:33.0 | 12+8  |
| 5.  | Bruno Magalhães      | Carlos Magalhães | Peugeot 207 S2000 | 2:26:00.2 | +4:40.0 | 10+4  |
| 6.  | Vasiliy Gryazin      | Eremeev Dmitriy  | Ford Fiesta S2000 | 2:27:32.0 | +6:11.8 | 8+3   |
| 7.  | Jaroslav Orsák       | David Šmeidler   | Škoda Fabia S2000 | 2:29:11.4 | +7:51.2 | 6     |
| 8.  | Jean-Michel Raoux    | Laurent Magat    | Peugeot 207 S2000 | 2:30:28.8 | +9:08.6 | 4     |
| 9.  | Jaromír Tarabus      | Daniel Trunkát   | Škoda Fabia S2000 | 2:30:38.6 | +9:18.4 | 2+1   |
| 10. | Robert Consani       | Vincent Landais  | Peugeot 207 S2000 | 2:31:13.1 | +9:52.9 | 1+1   |